# Leucandra algoaensis
Leucandra algoaensis är en svampdjursart som först beskrevs av James Scott Bowerbank 1864.  Leucandra algoaensis ingår i släktet Leucandra och familjen Grantiidae. Inga underarter finns listade i Catalogue of Life.